# Let It Be (SMAPの曲)
「Let It Be」（レット・イット・ビー）は、SMAPの31枚目のシングル。2000年2月9日にビクターエンタテインメントから発売された。

## 概要
SMAP初のマキシシングル。ジャケットにメンバー5人は写っていない。フジテレビ系『SMAP×SMAP』のテーマソング。「Let It Be」のミュージック・ビデオ（『SMAP×SMAP』で制作）に使われている音源はCD収録音源と異なる。
作詞の相田毅は多くのSMAPの楽曲に携わり、作曲・編曲のFace 2 fAKEは「Peace!」を手がける。
「Let It Be」は2000年10月14日発売のアルバム『S map〜SMAP 014』、2001年3月23日発売のベストアルバム『Smap Vest』に収録されている。
「Let It Be」には、木村、稲垣、草彅、香取にソロパートがあり、木村、香取のパートが最も多い。唯一中居にだけソロパートがなく、自身の冠番組「SMAP×SMAP」では「自分にだけソロパートがない。」と自虐していた。
カップリングの「世紀末」はアルバム未収録で「世紀末」には、木村、稲垣、香取にソロパートがある。

## 収録曲
1. Let It Be
作詞:相田毅　作曲・編曲:Face 2 fAKE
Guitar：清水一雄／Chorus：TAKE（Skoop On Somebody）, Brenda Vaughn／Strings：落合徹也グループ／Other Instruments：Face 2 fAKE
  - フジテレビ系「SMAP×SMAP」テーマソング
2. 世紀末
作詞:神山剛　作曲・編曲:K-Muto
3. Let It Be（music track）
4. 世紀末（music track）

## 楽曲の収録アルバム
- S map〜SMAP 014（#1）
- Smap Vest（#1）